# Alicia Luna
Alicia Luna (Madrid, 2 de diciembre de 1963) es una guionista de cine, directora de documentales y docente española. Ha recibido varios premios por sus trabajos, entre ellos el Premio del Público en la Seminci de Valladolid por “Pídele cuentas al rey” (1999), el Goya al mejor guion y premio al mejor guion europeo por “Te doy mis ojos” dirigida por Iciar Bollaín en 2004 como coguionista, el Premio de la crítica en el Festival de Málaga por “La vida empieza hoy” dirigida por Laura Mañá o el Premio Alma del Sindicato de Guionistas al Mejor Largometraje de Comedia por "La boda de Rosa", dirigida por Iciar Bollaín.
También ha sido coguionista de los documentales Chicas nuevas 24 horas y El proxeneta. Paso corto, mala leche dirigidos por Mabel Lozano. Es socia fundadora de la Fundación Lydia Cacho creada en 2008 para ayudar a personas amenazadas por luchar contra violaciones de derechos humanos

## Biografía
Es licenciada en Filología Hispánica por la Universidad Autónoma de Madrid y realizó un curso de doctorado en Literatura de La Guerra Civil. Recibió una beca de la Universidad de Varsovia para estudiar la lengua y la literatura polacas.
En 1987 comenzó su contacto con Latinoamérica gracias a un viaje a Lima para la documentación y la posterior realización de documental sobre César Vallejo: Acaba de pasar el que vendrá. A partir de ese momento empezó a interesarse por la escritura de guiones que amplió con cursos dirigidos por José Luis Borau, Manuel Matji, Lola Salvador, Joaquín Jordá y Agustín Díaz Yanes, que completó en 1997 en la Universidad Politécnica de Cataluña en un curso intensivo impartido por Robert McKee.
Antes de dedicarse profesionalmente a la escritura de guion colaboró en el Departamento de Publicaciones de la Filmoteca Española; fue Jefa de Prensa en la productora Querejeta P.C. y en la distribuidora Alta Films. Fue también directora y creadora del Sales Office del Festival Internacional de Cine de San Sebastián.
En 1999 realizó su primer guion para la película Pídele Cuentas al Rey, escrito junto a Clara Pérez Escrivá y José Antonio Quirós, con el que obtuvo el Premio al Mejor Guion en el Festival de Comedia de Peñíscola. Su amistad con Iciar Bollaín le permitió escribir con la directora el guion del falso documental Amores que matan y posteriormente Te doy mis ojos, con la que obtuvieron en el 2004 el Goya al Mejor Guion y el Premio al Mejor Guion Europeo. También escribió, entre otros, con Laura Mañá el guion del film La vida empieza hoy en 2010 y para Raimon Masllorens la versión para rodar de la película Sin ti.
En el año 2014 colaboró con Iciar Bollaín en distintas campañas publicitarias y en el guion del documental En tierra extraña. En el 2020 coescribe junto a la directora La Boda de Rosa obteniendo el Premio Alma del Sindicato de Guionistas al Mejor Largometraje de Comedia.
En el terreno del documental ha trabajado como coguionista en dos documentales sobre el mundo de la prostitución, Chicas Nuevas 24 horas, y El Proxeneta, paso corto mala leche, ambos coescritos y dirigidos por Mabel Lozano, además de participar en el proyecto colectivo feminista Yo decido: El tren de la libertad. (2014).
Como guionista y realizadora dirigió un documental sobre el método de investigación del dramaturgo José Sanchís Sinisterra, titulado La cabeza de José,
En el año 2013 estrenó en teatro La Voz de Doris Day, una sátira monologada sobre la falta de implicación social, y Se arreglan bicis dentro del ciclo Mentes desordenadas presentado en La Casa Encendida. En 2017 se estrenó en los Teatros Luchana el Cabaret social For Sale, la divertida historia de María Cumplido en tiempos de crisis.
También es guionista de publicidad. Sus últimos trabajos han sido la telemovie 22 Angeles (2016) dirigida por Miguel Bardem para TVE y la coordinación de los guiones de la serie Central 5 para la productora El Deseo en 2018. Recientemente ha coescrito la comedia familiar El Refugio, el thriller Sin Ti no puedo y ocho capítulos de la serie mexicana Mujeres Asesinas.
Combina la escritura de guiones con la actividad docente. Es Codirectora y docente del Máster en Guion y Dramaturgia de la Universidad Autónoma de Madrid / Escuela de Guion de Madrid y ha impartido talleres para la Fundación Carolina, el Laboratorio de Oaxaca (México) auspiciado por Sundance, en Colombia, Brasil, además de ser profesora en el Máster de guion en la Universidad Carlos III de Madrid, y directora y fundadora de la Escuela de Guion de Madrid. Ha publicado dos libros relacionados con la enseñanza del guion: Matad al guionista y acabaréis con el cine, en 1999 y en 2012 Nunca mientas a un idiota. Póker para guionistas y demás escribientes.
Es socia fundadora de la Fundación Lydia Cacho creada en 2008 que ayuda a personas amenazadas por luchar contra violaciones de derechos humanos. y miembro de CIMA, la Asociación de Mujeres Cineastas y de Medios Audiovisuales. Formó parte de la Junta Directiva de la Academia de las Artes y las Ciencias Cinematográficas de España. Ha sido jurado en diferentes festivales como la SEMINCI de Valladolid y Presidenta del Jurado en el Festival de Cine Español de Nantes.

## Filmografía
Guionista
| Año  | Título                                     | Tipo                             |
| ---- | ------------------------------------------ | -------------------------------- |
| 1987 | Acaba de pasar el que vendrá               | Documental                       |
| 1996 | Chasco                                     | Cortometraje                     |
| 1997 | Todos los hombres sois iguales             | Serie de Telecinco (capítulo 37) |
| 1998 | Al salir de clase                          | Serie de Telecinco (capítulo 86) |
| 1999 | Pídele cuentas al rey                      | Película                         |
| 2000 | Amores que matan                           | Cortometraje / falso documental  |
| 2004 | Te doy mis ojos                            | Película                         |
| 2005 | Sin ti                                     | Película                         |
| 2010 | La vida empieza hoy                        | Película                         |
| 2014 | Todo el tiempo del mundo y Aquí el paraíso | Falso documental                 |
| 2014 | En tierra extraña                          | Documental                       |
| 2015 | Chicas nuevas 24 horas                     | Documental                       |
| 2016 | 22 Ángeles                                 | TV-Movie                         |
| 2016 | La cabeza de José                          | Documental                       |
| 2018 | El proxeneta, paso corto, mala leche       | Documental                       |
| 2020 | La boda de Rosa                            | Película                         |
| 2021 | El Refugio                                 | Película                         |
| 2022 | Sin ti no puedo                            | Película                         |
| 2022 | Mujeres asesinas                           | Serie                            |

## Premios y nominaciones
| Año  | Premio                                                                   | Película              | Resultado |
| ---- | ------------------------------------------------------------------------ | --------------------- | --------- |
| 1999 | Gran Premio del Público, SEMINCI de Valladolid                           | Pídele cuentas al rey | Ganadora  |
| 1999 | Mejor Guion Festival de Peñíscola                                        | Pídele cuentas al rey | Ganadora  |
| 1999 | Premio del Público Festival Internacional San Juan de Luz.               | Pídele cuentas al rey | Ganadora  |
| 2003 | Premio Goya al mejor guion original                                      | Te doy mis ojos       | Ganadora  |
| 2004 | Mejor Guion Europeo                                                      | Te doy mis ojos       | Ganadora  |
| 2004 | Medalla del CEC al mejor guion original                                  | Te doy mis ojos       | Ganadora  |
| 2010 | Premio de la Crítica Cinematográfica                                     | La vida empieza hoy   | Ganadora  |
| 2020 | Medalla del CEC al mejor guion original                                  | La boda de Rosa       | Nominada  |
| 2020 | Premio Alma del Sindicato de Guionistas al Mejor Largometraje de Comedia | La boda de Rosa       | Ganadora  |
| 2023 | Premio Comadre de cine                                                   |                       | Ganadora  |

## Publicaciones
- Cines Renoir 10 años de películas, (1996) Cines Renoir-Alta Films
- Matar al guionista y acabaréis con el cine. (1999) Ediciones Nuer
- Nunca mientas a un idiota. Póker para guionistas y demás escribientes. (2012) Alba Ediciones
- Capítulo Guion en Guía de creación audiovisual. (2016) Cristina Andreu, Ediciones Cooperación Española.